# La Térmica
La Térmica es un centro de creación y producción cultural contemporánea situado en la ciudad española de Málaga, gestionado por la Diputación de Málaga.
Como contenedor cultural y social tienen cabida todas las formas de expresión artística, desde las artes escénicas a la moda, pasando por el cine, las artes plásticas, la música, el diseño, la arquitectura, el urbanismo, el paisajismo o el pensamiento.
Así mismo ofrece un programa de residencias, talleres, formación y apoyo a creadores y emprendedores con aportación de recursos económicos, técnicos y humanos necesarios para garantizar el crecimiento profesional de los participantes.

## Historia
El proyecto para la construcción de un nuevo edificio como casa de misericordia se adjudicó en 1904, que venía a sustituir al convento de Santo Domingo. Las obras no comenzaron hasta agosto de 1907 y el arquitecto jefe provincial fue Juan Nepomuceno Ávila, que contaría con tres patios cuadrados y dos pisos de altura, por un presupuesto de 986.905 escudos (15.000€ aproximadamente). En 1909, cuando las obras no habían finalizado, durante la guerra con Marruecos lo convierten en hospital y centro de recuperación de enfermos y heridos. 
Tras estos acontecimientos, la Diputación Provincial termina las obras en mayo de 1912, y el edificio pasa a ser administrado por la Junta Provincial de Beneficencia. El centro acoge a niños necesitados de la ciudad y de la provincia, en mayor número, niños del barrio de Huelin. En principio la acogida es meramente hospiciana y no educativa, posteriormente, la misma Diputación crea unidades escolares y los primeros talleres, algunos de ellos inaugurados por la reina Victoria Eugenia. Entre estos talleres se puede destacar el de imprenta, el cual se encargaría, desde entonces y durante largos decenios, de la publicación del Boletín Oficial de la Provincia. Preparó a docenas de muchachos en las llamadas artes gráficas.
Las Hijas de la Caridad de San Vicente de Paúl se encargaron de su gobierno (excepto durante la II República) y a partir de 1938 se le empieza a conocer como Hogar de Nuestra Señora de la Victoria. Sor Teresa Prat fue superiora de la comunidad encargada del centro durante más de medio siglo. En su memoria, el Ayuntamiento de Málaga dio el nombre de Sor Teresa Prat a la avenida que conduce al edificio desde el antiguo camino de la Misericordia.
En junio de 1987, la Diputación convirtió el edificio en Centro Cívico, orientándolo a varios usos, pero sin perder su carácter de acogida. Su apertura fue fruto de una antigua iniciativa que se consolidó cuando se concreta la Reforma de Infancia el 27 de junio de 1988.
Desde el 18 de enero de 2013 el edificio es sede de La Térmica, un espacio de creación cultural en el que se realizan talleres, exposiciones de arte, mercadillos, conciertos, cursos, conferencias, etc. 

## Arquitectura

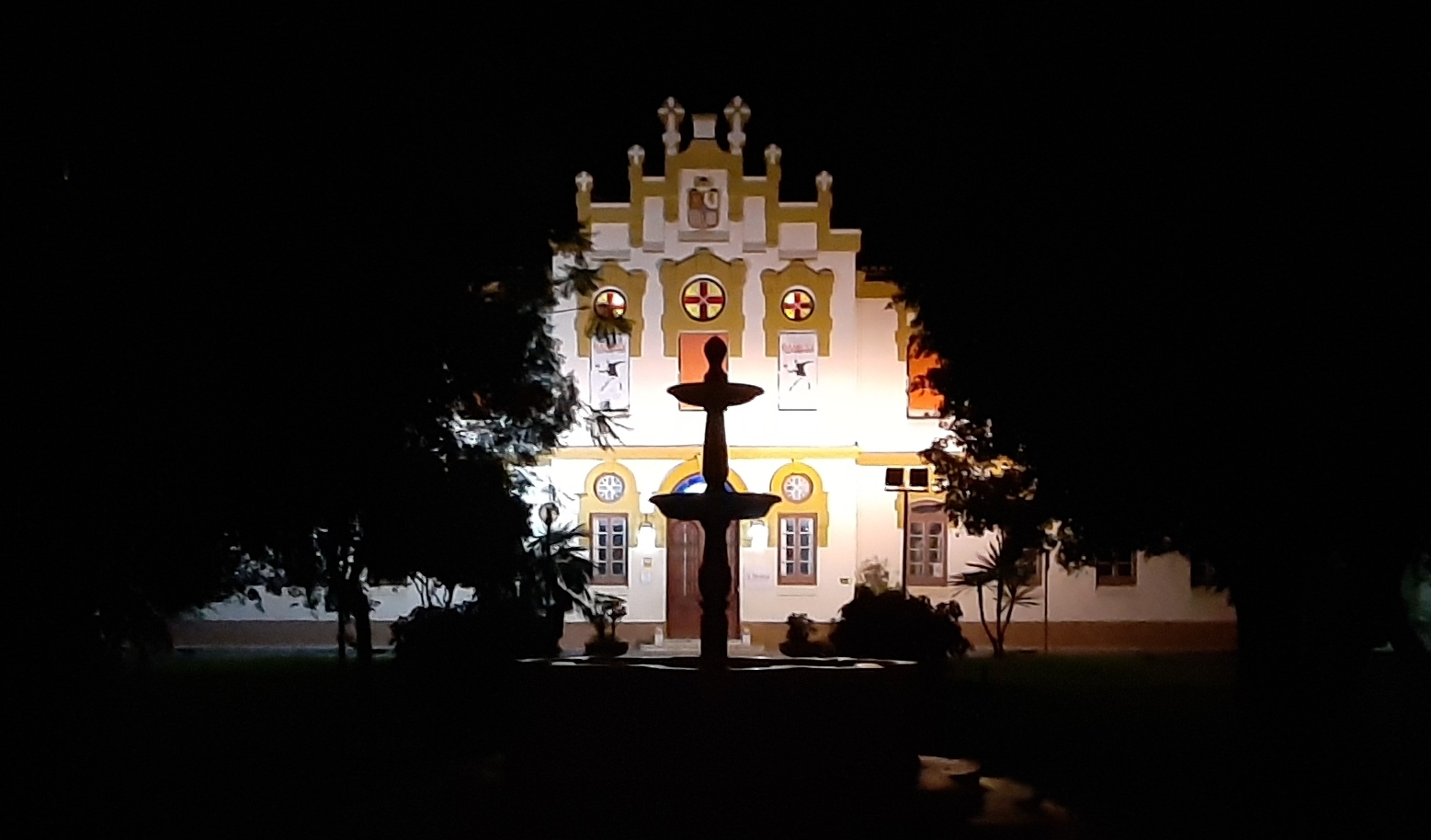
Entrada principal de La Térmica, vista nocturna

El edificio ha sufrido diversas transformaciones desde su origen (1907 y 1981) y obras para su consolidación y conservación. El edificio se articula por medio de pabellones y patios que entroncan con la crujía principal. El eje central presenta numerosos entrantes y salientes que forman patios abiertos y cerrados junto a los grandes ventanales. Las diferentes crujías se organizan alrededor de un pasillo central con dormitorios y salones a los lados.
La decoración se inicia en el jardín con la fuente en mármol de mediados del siglo XIX procedente del Hospital Civil y continúa en los zócalos de azulejos de los pasillos, en las arquerías de ladrillos de algunos patios, en el coro de madera labrada de la extinguida capilla y en la fachada, donde aparecen unos remates a modo de almenas.

## Rodajes
Las instalaciones de la Térmica se utilizaron para el rodaje de la serie Warrior Nun, estrenada en Netflix en 2020 y que recreaba el orfanato St. Michael's.
El equipo de Cuarto Milenio realizó un reportaje en su interior sobre supuestos fenómenos extraños.